# SAO 244567
SAO 244567 (CD-59°6479) — звезда в созвездии Жертвенника. Находится на расстоянии около 5218 световых лет от Солнца. Расположена в центре туманности Скат.

## Характеристики

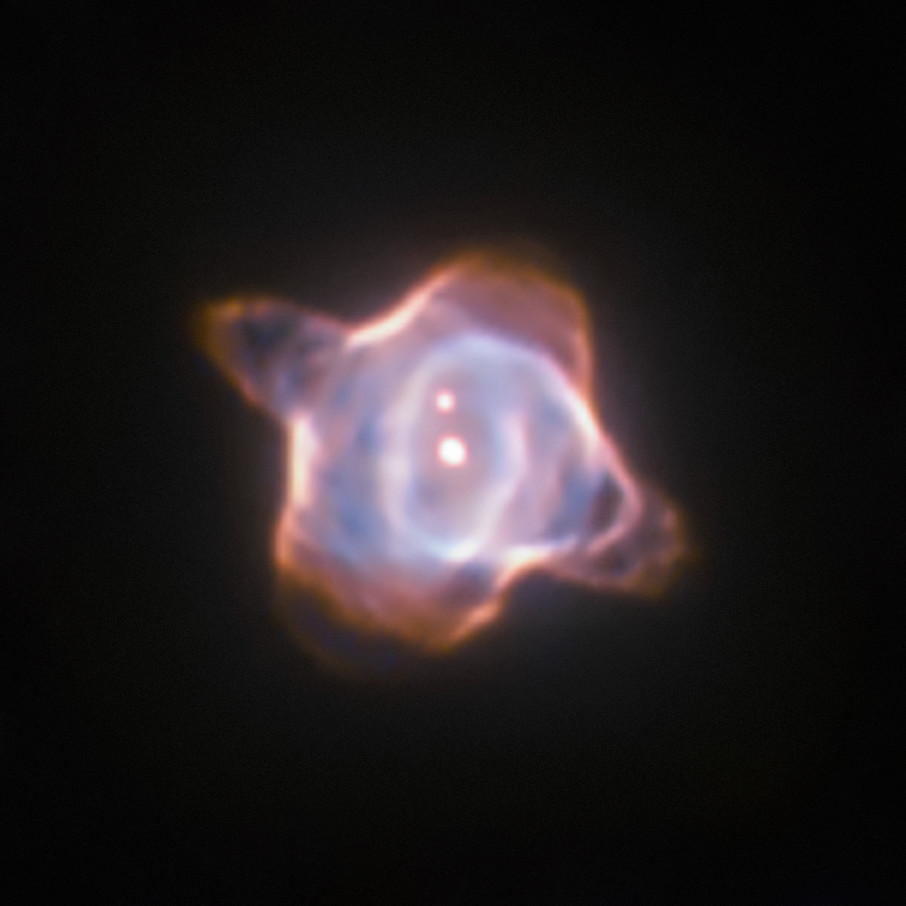
SAO 244567 в центре туманности Скат. Фотография телескопа «Хаббл».

SAO 244567 — звезда 12,62 видимой звёздной величины. Её можно наблюдать лишь с помощью телескопа в южном полушарии Земли. Расстояние до неё ранее определялось в 5,64 килопарсек. Однако более поздние измерения светимости, основанные на вычислении температуры поверхности и поверхностной гравитации, позволили уточнить расстояние до 1,6 килопарсек. Звезда вызвала большой интерес у астрономов, поскольку за последние 45 лет наблюдений стала изменяться до неузнаваемости. Вначале она представляла собой звезду главной последовательности, которая после многих миллиардов лет эволюции превратилась в красный гигант. Затем она уменьшилась в размерах и стала постепенно остывать. Но в очень короткий промежуток времени — с 1971-го по 2002 г.г. — температура её поверхности резко увеличилась почти до 40 тысяч кельвинов. И уже новые наблюдения с помощью инструмента Cosmic Origins Spectrograph (COS), установленного на телескопе «Хаббл», показали, что звезда стала охлаждаться и раздуваться. В истории астрономии это первый случай, когда учёным удалось наблюдать столь быструю эволюцию звезды. Такое «перерождение», по мнению исследователей, связано с гелиевой вспышкой, произошедшей за пределами ядра звезды. Похожие события наблюдались у звёзд FG Стрелы и объекта Сакураи. Однако, чтобы подтвердить эту теорию, требуются последующие наблюдения за SAO 244567.
Гал.долгота 331.3102° 
Гал.широта -12.1642° 
Расстояние 5218 св.лет